# Faris al-Churi

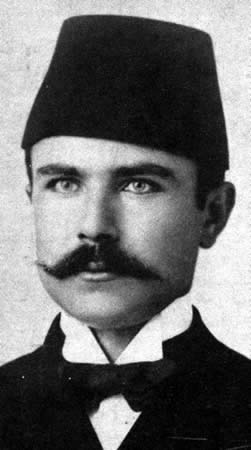
Faris al-Churi

Faris al-Churi (arabisch فارس الخوري, DMG Fāris al-Ḫūrī, auch Farès al-Khoury; * 1877 in al-Kufair, Distrikt Hasbaya; † 2. Januar 1962 in Damaskus, Syrische Republik) war ein syrisch-christlicher Staatsmann, Minister, Ministerpräsident und Parlamentssprecher. Er wird als Gründervater Syriens betrachtet.

## Frühe Jahre
Faris al-Churi wurde im Dorf al-Kufair im damals osmanischen Libanon in eine griechisch-orthodoxe Familie hineingeboren, die später zum Presbyterianismus konvertierte. Faris studierte an der Amerikanischen Universität Beirut, damals Syrisches Protestantisches College genannt. Syrian Protestant College. Er begann seine Karriere als Instrukteur bei der AUB und wurde in die anti-osmanische Bewegung al-Fatat nach ihrer Gründung 1911 in Paris involviert. Churi wurde im Jahre 1908 Abgeordneter, wobei er die christliche Bevölkerung von Damaskus im ottomanischen Parlament repräsentierte. 1916 trat Churi dem arabischen Widerstand bei und versprach, die von Scherif Hussein in Mekka aus eingeleitete Arabische Revolte zu unterstützen. Seine Verbindungen mit Hussein führte zu seiner Verhaftung und Prozess durch ein Militärtribunal in Aley. Nach König Faisals Ankunft und der Befreiung Syriens als Königreich schwor Churi ihm im Namen des syrischen Volkes treue. Am 18. September 1918 bildete Churi eine Vorläufige Regierung aus einer Gruppe von Adeligen in Damaskus, mit Prinz Sa’id al-Dschaza’iri an der Spitze.

## Politische Karriere
Churi war dann Finanzminister unter den Ministerpräsidenten Ali Rida ar-Rikabi und Haschim al-Atassi. Er hielt diesen Posten, bis König Faisal entthront wurde und französische Kolonialkräfte im Juli 1920 ihr Mandat über Syrien errichteten. Churi schuf die Grundlage des syrischen Finanzministeriums, entwickelte ihre Infrastruktur, verteilte verwaltungstechnischen Aufgaben, formulierte ihre Gesetze und entschied über das Personal. 1923 half er zusammen mit einer Gruppe von Bildungsveteranen bei der Gründung der Universität des Staates Damaskus und übersetzte ihr gesamtes Curriculum aus dem osmanischen Türkisch ins Arabische.
1925 gründete Churi im Staat Syrien zusammen mit Abd al-Rahman Schahbandar die Volkspartei, dessen stellvertretender Vorsitzender er wurde. Im selben Jahr wurde er wegen Ausrufung der Großen Syrischen Revolution von der französischen Mandatsmacht verhaftet und in die von Frankreich zum Gefängnis umfunktionierte Festung auf der Insel Aruad verlegt.
Als Bildungsminister vom April bis Juli 1926 wurde er 1928 in die syrische Verfassunggebende Versammlung gewählt. 1932 und 1936 wurde er jeweils in das syrische Parlament gewählt; bis 1939 war er Parlamentssprecher. 1936 war er Mitglied der syrischen Delegation, die den Franko-Syrischen Vertrag in Paris aushandelte. Er wurde 1943 wieder ins Parlament gewählt und blieb bis 1944 Parlamentspräsident. 
Churi wurde am 14. Oktober 1944 Ministerpräsident, was er bis zum 1. Oktober 1945 blieb. 1947 wurde er wieder Parlamentspräsident und blieb dies bis zum militärischen Staatsstreich von Husni az-Za'im im August 1949. Nach den freien Wahlen 1954 war Churi vom 25. Oktober 1954 bis 13. Februar 1955 wieder Ministerpräsident. Seine prowestliche Regierung wurde durch das Parlament gestürzt, da sie gegen die Union mit Ägypten gerichtet war.

## Als UN-Gründungsmitglied
Faris Churi war der erste syrische Staatsmann, der die Vereinigten Staaten besuchte. Er vertrat sein Land als eins der 53 Gründungsmitglieder 1945 bei der Inauguration der Vereinten Nationen. Als Kopf der syrischen Delegation in San Francisco machten Churis süperbe Redekunst und sein Scharfsinn einen starken Eindruck vor den Führern der Welt. Nach Churis eloquenter Rede merkte ein US-Diplomat an: „Es ist unmöglich für ein Land mit Männern wie diesen, erobert zu werden!“ Eine entscheidende Geschichte hierbei war, als Churi sich bei der UN-Versammlung auf Frankreichs statt auf Syriens Sitz setzte. Nach wenigen Minuten näherte sich der französische Vertreter bei den Vereinten Nationen zu Faris und bat ihn, den Sitz zu verlassen. Faris ignorierte den Franzosen und blickte auf seine Uhr. Mehrere Minuten später bat der Franzose Faris wütend, umgehend zur Seite zu gehen, doch Faris blickte nur auf seine Uhr. Nach 25 Minuten auf dem Sitz Frankreichs verließ Faris den Stuhl und sagte dem französischen Vertreter: „Sie konnten es nicht aushalten, mir für nur 25 Minuten beim Sitz auf ihrem Stuhl zuzusehen, ihr Land besetzt meines mehr als 25 Jahre lang, ist die Zeit für den Abzug ihrer Truppen nicht gekommen?“ Es ist anzumerken, dass in dieser UN-Sitzung der Prozess für Syriens Unabhängigkeit begann.

## Tod
Im Alter verbrachte Faris Churi seine Zeit mit seiner Frau, seinem Kind und seinen drei Enkelkindern. Er setzte seine Reisen fort und nahm an jährlichen Rechtskonventionen in der Schweiz teil. Nach einem Beinbruch war er gezwungen, die letzten zwei Lebensjahre zuhause zu bleiben. Am 2. Januar 1962 starb er in Damaskus im Alter von 85 Jahren. Er erhielt präsidentielle Ehren bei seiner Beerdigung als einer der „Überväter“ der syrischen Republik, anders als irgendein Ministerpräsident vor oder nach ihm. Als Symbol selbst zu seinem Tod wurde es muslimischen Gemeindeführern erlaubt, bei seiner Trauerzeremonie den Koran zu rezitieren. Suheil al-Churi akzeptierte diesen raren Akt, um die Säkularität seines Vaters zu betonen und um zu zeigen, wie nah er sowohl zu Muslimen als auch zu Christen war.